# Volvic
Volvic è un comune francese di 4 743 abitanti situato nel dipartimento del Puy-de-Dôme nella regione dell'Alvernia-Rodano-Alpi.
Il comune ha dato il nome a un materiale da costruzione e per scultura, la pietra di Volvic, che viene estratta in cave presenti nel territorio comunale.

## Società

### Evoluzione demografica
Abitanti censiti

## Amministrazione

### Gemellaggi
- Kirriemuir, Regno Unito, dal 1976
- Unterschneidheim, Germania, dal 1988